# 1.ª División de Montaña (Alemania)
La 1.ª División de Montaña o 1. Gebirgs-Division fue una división del Ejército alemán (Wehrmacht) durante la Segunda Guerra Mundial, especializada en la lucha en la montaña y en condiciones climatológicas adversas. Fue renombrada como 1ª Volksgebirgs-Division en marzo de 1945.
Participó en la invasión de Polonia en 1939, la Batalla de Francia, la Invasión de Yugoslavia, la Operación Barbarroja, la invasión del Cáucaso y la defensa del Frente de los Balcanes.

## Creación
La 1.ª División de montaña fue creada el 9 de abril de 1938 a partir de la Gebirgs-Brigade, que era la única unidad especializada en montaña cuando se creó la Wehrmacht en 1935. Su acuertelamiento estaba en Garmisch-Partenkirchen y la mayoría de sus miembros eran de origen bávaro y austriaco.
Los orígenes de la división provenían de la tradición de tropas alpinas de los austriacos, alemanes e italianos. Al acabar la Primera Guerra Mundial, para aprovechar su experiencia en combate la república de Weimar mantuvo una pequeña escuadra de tropas con el fin de que fuesen el núcleo de una futura fuerza de montaña. En 1935 a partir de esta escuadra se formó la Gebirgs-Brigade y en 1938 la división.

## Comandantes
- General de tropas de montaña Ludwig Kübler (1 sep 1939 - 25 oct 1940)
- General de tropas de montaña Hubert Lanz (25 oct 1940 - 1 ene 1942)
- General de Artillería Robert Martinek (1 ene 1942 - 1 dic 1942)
- Teniente General Walter Stettner Ritter von Grabenhofen (1 dic 1942 - 10 oct 1944)
- Teniente General Josef Kübler (10 oct 1944 - 10 mar 1945)
- Teniente General August Wittmann (10 mar 1945 - 8 may 1945)

## Campaña de Polonia
Participó en la invasión de Polonia encuadrada en el Heeresgruppe Süd, atacando la frontera sur de Polonia desde Eslovaquia. Apoyó a la 2.ª División de Montaña en su avance. Después se dirigió hacia el Este y conquistó el paso de Dukla, en los Cárpatos.
Tras esto siguió hacia el Este para tomar Leópolis, que era un punto clave para el avance del XVIII Cuerpo de Ejércitos. La avanzadilla de la división llegó el 14 de septiembre y tomó posiciones hasta la llegada del resto de la división el día 20. Durante este tiempo libró duros combates contra las tropas polacas, ya que tenía que mantener el cerco de la ciudad y defenderse de los contraataques polacos. El 21 de septiembre la ciudad se acabó rindiendo, pero le costó a la división más de 600 bajas.
Tras la invasión soviética de Polonia, la división se tuvo que retirar, ya que Leópolis quedaba en la parte soviética establecida en el Pacto Ribbentrop-Mólotov.

## Campaña de Francia

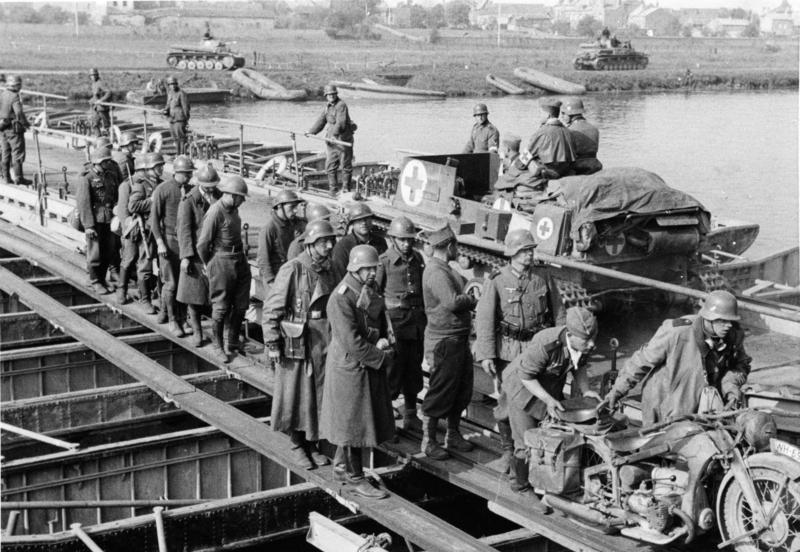
Pontones sobre el Mosa.

Después de la campaña de Polonia, la división fue transferida al frente occidental, donde permaneció en la reserva en Eifel hasta mayo.
En la Batalla de Francia se encuadró dentro del Armeegruppe B, VI Ejército, donde se distinguió en los cruces de los ríos Mosa, Aisine y Loire.
Tras la caída de Francia, la división se estacionó en Arras en espera de participar en la invasión de Gran Bretraña, pero esta no llegó a producirse. Lo mismo ocurrió con la invasión de Gibraltar.

## Campaña de los Balcanes
Después de estar preparándose para estas dos operaciones fallidas, y en vista de la debacle de las tropas italianas en Grecia, la división fue destinada a Austria para actuar en la invasión de Yugoslavia.
El 9 de abril de 1941 cruzó la frontera yugoslava y tomó parte en las hostilidades en el sector central del país, en el sector del río Davra, llegando hasta Zagreb el 13 de abril.
Cuando los yugoslavos se rindieron el 21 de abril, la división se retiró a Polonia y empezó a organizarse para intervenir en la invasión de la Unión Soviética.

## Frente oriental

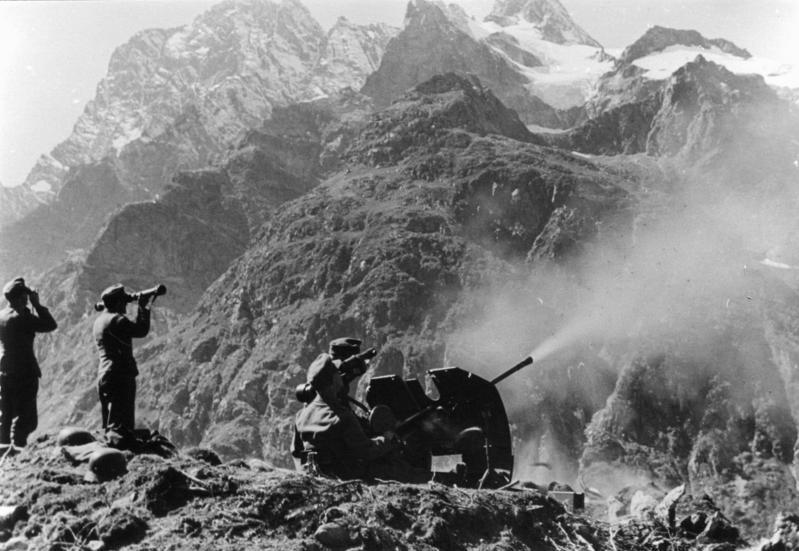
Combates en el Cáucaso.

Participó en la Operación Barbarroja encuadrada en el Heeresgruppe Süd, XVII Ejército. Cooperó en la toma de Leópolis el 30 de junio e intervino en la Bolsa de Uman en septiembre de 1941.
A partir de octubre del 41 se incorporó al XI Ejército y participó en la captura de Stalino en otoño de 1941.
En noviembre es asignada al 1. Ejército Panzer y toma posiciones en Mius hasta mayo de 1942, cuando es asignada al XI Cuerpo de Ejércitos en la región del Donetz para tomar parte en el Fall Blau, con el objetivo de conquistar los pozos petrolíferos del Cáucaso.
Durante esta ofensiva, la división luchó repartida en dos grupos: uno al mando del General Lanz y otra al mando del Coronel von Le Suire. Durante esta campaña, la 1.ª División llegó a la cima del monte Elbrus. La superioridad numérica soviética obligó a que se retirasen los alemanes del Cáucaso en otoño de 1942.

## Defensa de los Balcanes

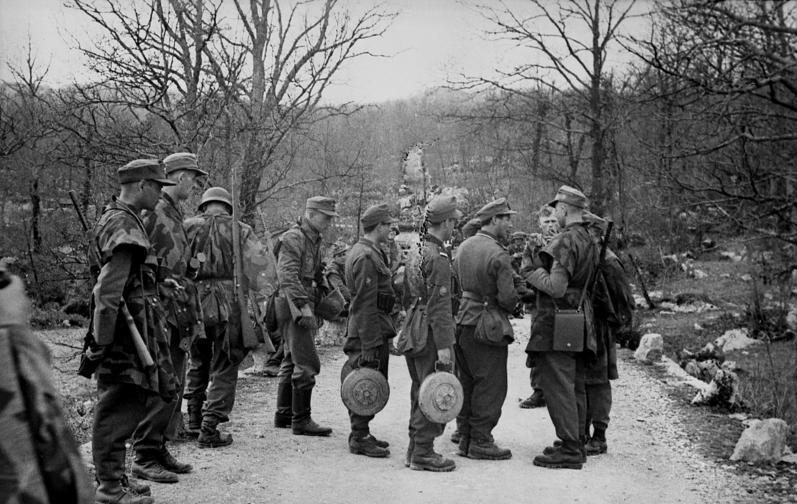
Tropas de montaña en Yugoslavia.

La división fue trasladada en la primavera de 1943 a la zona de los Balcanes para reorganizarse y cooperar en la lucha contra los partisanos y la defensa de la región.
Estuvo destinada en Serbia, Croacia, Grecia, Corfú y Hungría. A finales de 1944 regresó a Yugoslavia para colaborar en la defensa de la zona contra el Ejército Rojo, pero en 1945 volvió a Hungría al encontrarse la zona amenazada por los soviéticos. Se batió en retirada hasta Austria y allí se rindió a los americanos.

## Organización

### Orden de batalla (septiembre de 1939)
- Gebirgsjäger-Regiment 98
- Gebirgsjäger-Regiment 99
- Gebirgsjäger-Regiment 100
- Gebirgs-Artillerie-Regiment 79
- Gebirgs-Panzerabwehr-Abteilung 44
- Gebirgs-Aufklärungs-Abteilung 54
- Gebirgs-Pionier-Bataillon 54
- Gebirgs-Nachrichten-Abteilung 54
- Divisions-Nachschubführer 54
- Gebirgs-Träger-Bataillon 54
- Gebirgsjäger-Feld-Ersatz-Bataillon 54

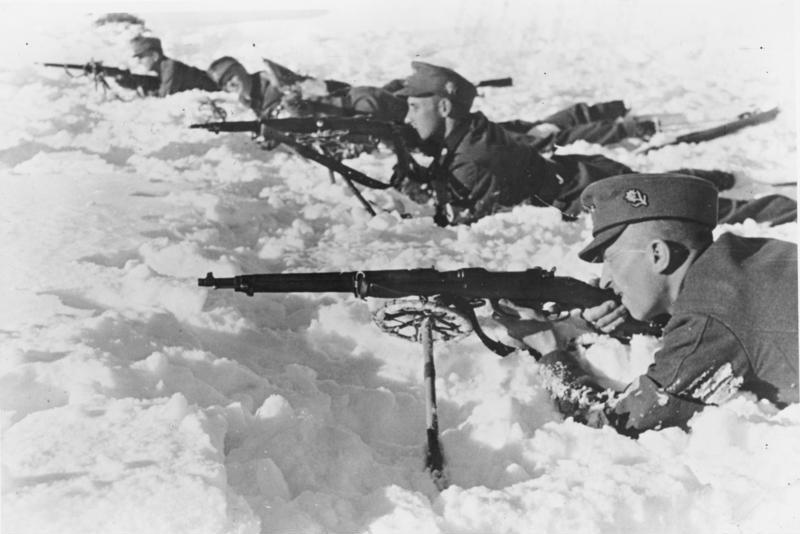
Soldados de la 1.ª División de montaña haciendo prácticas de tiro.

### Orden de batalla (abril de 1941)
- Gebirgsjäger-Regiment 98
- Gebirgsjäger-Regiment 99
- Gebirgs-Artillerie-Regiment 79
- Hochgebirgs-Jäger-Bataillon 1
- Hochgebirgs-Jäger-Bataillon 2
- Gebirgs-Panzerjäger-Abteilung 44
- Gebirgsjäger-Bataillon 54
- Gebirgs-Aufklärungs-Abteilung 54
- Gebirgs-Pionier-Bataillon 54
- Gebirgs-Nachrichten-Abteilung 54
- Gebirgsjäger-Feld-Ersatz-Bataillon 54
- Kommandeur der Gebirgs-Divisions-Nachschubtruppen 54
- Kriegsgefangenen-Gebirgs-Träger-Bataillon 54

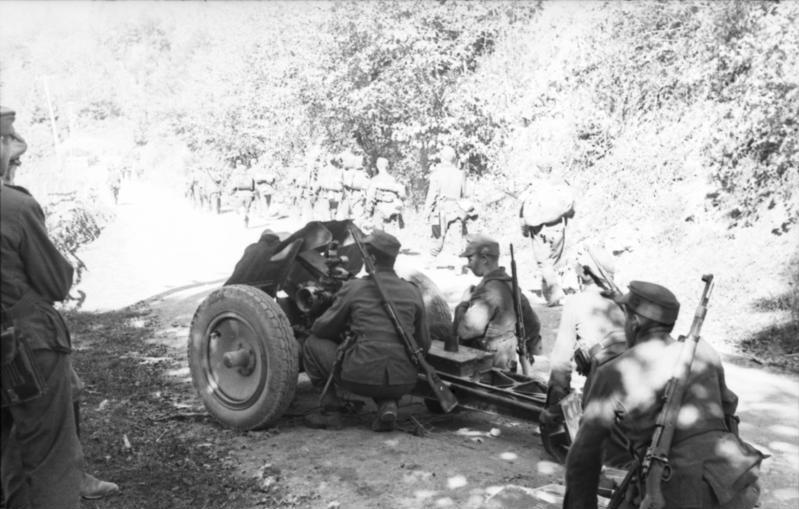
Artillería de las tropas de montaña.

- Divisionseinheiten 54

### Orden de batalla (noviembre de 1943)
- Gebirgsjäger-Regiment 98
- Gebirgsjäger-Regiment 99
- Gebirgs-Artillerie-Regiment 79
- Gebirgs-Panzerjäger-Abteilung 44
- Gebirgsjäger-Bataillon 54
- Gebirgs-Aufklärungs-Abteilung 54
- Gebirgs-Pionier-Bataillon 54
- Gebirgs-Nachrichten-Abteilung 54
- Gebirgsjäger-Feld-Ersatz-Bataillon 79
- Kommandeur der Gebirgs-Divisions-Nachschubtruppen 54
- Kriegsgefangenen-Gebirgs-Träger-Bataillon 54
- Divisionseinheiten 54

## Crímenes de guerra
Esta división se hizo tristemente famosa por participar en varios crímenes de guerra a lo largo de todo el conflicto.
- El 6 de julio de 1943, un destacamento alemán sufrió una emboscada por parte de los partisanos en el paso Barmash, en el sureste de Albania, y sufrió grandes bajas. Como represalia los pueblos de Borove y Barmash fueron arrasados.
- El 25 de julio de 1943, la división atacó el pueblo de Mousiotitsas, Grecia, tras descubrir un arsenal clandestino de armas; 153 civiles murieron en la acción.
- El 16 de agosto, el pueblo de Komeno fue atacado por orden del Teniente coronel Josef Salminger, jefe del 98.º regimiento de cazadores de montaña, y un total de 317 civiles resultaron muertos.
- Integrantes de la división participaron en la masacre de Cefalonia, donde los soldados italianos se negaron a entregar las armas tras el armisticio (septiembre de 1943).
- Soldados de la división tomaron parte en el asesinato en Albania de 32 oficiales y 100 soldados italianos de la 151.ª división de infantería italiana tras el armisticio italiano.
- Después del asesinato del Teniente coronel Salminger por partisanos griegos, el General de las tropas de montaña Hubert Lanz ordenó una serie de despiadadas represalias en un área de 20 km alrededor de donde Salminger fue atacado. Las tropas alemanas ejecutaron a casi 300 civiles.

## Anécdotas

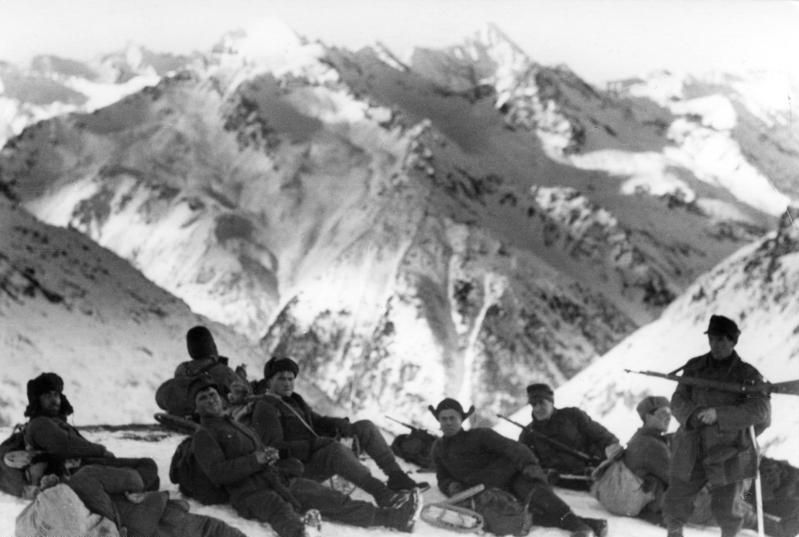
Tropas alemanas en el Cáucaso.

- El 21 de agosto de 1942, la división coronó la cima del Elbrus (5642 m), en una acción propagandística muy publicitada por Goebbels, pero que molestó mucho a Hitler.[1]
- En otoño de 1942 estableció un hito en la historia militar germana al combatir a la mayor altitud (4300 m).
- Ferdinand Schörner, el último mariscal de campo alemán vivo, sirvió en esta división.
- Wego Chiang (el hijo del líder chino Chiang Kai-shek) sirvió en esta división entre 1937 y 1939, alcanzando al grado de teniente. Cuando estalló la guerra volvió a China.